# Curupira tefeensis
Curupira tefeensis là một loài thực vật có hoa trong họ Olacaceae. Loài này được G.A.Black mô tả khoa học đầu tiên năm 1948.